# Chlorocoma didita
Chlorocoma didita là một loài bướm đêm trong họ Geometridae.